# Raya y el último dragón
Raya y el último dragón (título original en inglés, Raya and the Last Dragon) es una película de animación estadounidense del 2021 producida por Walt Disney Animation Studios y lanzada por Walt Disney Pictures. Siendo la 59.ª película producida por el estudio, fue dirigida por Don Hall y Carlos López Estrada, codirigida por Paul Briggs y John Ripa, producida por Osnat Shurer y Peter Del Vecho, escrita por Qui Nguyen y Adele Lim, y con música compuesta por James Newton Howard. La película cuenta con un elenco predominantemente asiático-estadounidense, incluidas las voces de Kelly Marie Tran como la protagonista Raya y Awkwafina como Sisudatu, la dragona, junto con Izaac Wang, Gemma Chan, Daniel Dae Kim, Benedict Wong, Sandra Oh, Thalia Tran, Lucille Soong y Alan Tudyk.
Raya y el último dragón se estrenó en los cines de Estados Unidos el 5 de marzo de 2021 en formatos estándar 2D, 3D, Dolby Cinema e IMAX. El estreno de la película también estuvo disponible simultáneamente en Disney+ con Premier Access, lo que responde al impacto negativo de la pandemia de COVID-19 sobre los estrenos en las salas de cine, con el cierre de muchos cines en Estados Unidos y otros países.
La película ha recaudado $133 millones en todo el mundo, lo que la convierte en la séptima película más taquillera de 2021, aunque ha recibido algunas críticas por la falta de representación real del sudeste asiático entre el reparto de voces de la película. También ha sido destacada como la primera película animada de Disney en la que los principales personajes femeninos son mujeres guerreras.

## Argumento
La próspera tierra de Kumandra es asolada por los Druun, espíritus malignos que atacan y petrifican a sus habitantes y a los dragones. Sisudatu (Sisu), la última dragona, concentra su magia en una gema y destierra a los Druun, reviviendo al pueblo de Kumandra pero no a los dragones. Sin embargo, a pesar de que pudieron seguir  viviendo, una lucha de poder por poseer la gema divide a la gente de Kumandra en tribus, según su ubicación a lo largo de un río gigante con forma de dragón: Colmillo, Corazón, Columna, Garra y Cola; con Corazón asegurando la gema.
500 años después, el actual jefe Benja de la tribu Corazón entrena a su hija, Raya, hasta que finalmente se convierte en guardiana de la gema. Con la firme convicción de que las tribus pueden volver a unirse, el jefe Benja decide celebrar una fiesta para los líderes actuales de las cinco tribus. Durante el banquete, Raya entabla amistad con la hija del jefe Virana de la tribu Colmillo, Namaari, que le regala a Raya un colgante de dragón. Confiando en ella, Raya le muestra a Namaari la ubicación de la gema, pero ésta, traicionando a Raya, revela que está tratando de ayudar a Colmillo a robarla. Alertados del ataque, Benja y las demás tribus llegan al lugar y comienzan a luchar por la gema, que queda destruida en la refriega. Mientras cada tribu roba un trozo de la gema, los Druun, que han vuelto a despertar, asolan Corazón y a su gente. El jefe Benja, herido, al descubrir que los Druun son débiles frente al agua, arroja a Raya a un río antes de quedar él mismo petrificado.
Durante los siguientes seis años, Raya recorre Kumandra para encontrar a Sisu y ayudarla a recuperar las piezas perdidas de la gema. Tras llegar a un barco naufragado en Cola, Raya consigue finalmente convocar a Sisu, que admite que no creó la gema, sino que solo lo utilizó en nombre de sus hermanos y que puede obtener los poderes de éstos cuando toca sus piezas, en ese momento, al tocar la pieza de Raya, obtuvo el fulgor, de parte de su hermana menor Amba. 
Recuperan la segunda pieza de un templo de Cola con trampas, lo que otorga a Sisu poderes de cambio de forma, de parte de su hermana Pranee, pero luego se encuentran con una hostil Namaari y sus miembros de la tribu que buscan el retrato de Sisu robado por Raya. Al huir del templo, escapan en el barco del joven restaurador Boun, que perdió a su familia a manos de los Druun. A pesar de la amabilidad de Boun, Raya no confía plenamente en él e insiste en que Sisu se quede en forma humana.
El grupo llega a Garra para reclamar la tercera pieza de gema, durante la cual Raya se encuentra con la "bebé estafadora" Noi y su trío de compañeros con aspecto de mono, los Ongis, que la adoptaron después de que los Druun petrificaran a su madre. Tras una persecución, Raya recluta a Noi y a los Ongis mientras Sisu se encuentra con la jefa de Garra, que la ofrece a los Druun por las otras piezas de la gema. Raya rescata a Sisu y reclama la tercera pieza, lo que permite a Sisu expulsar niebla, el poder de su hermano Jagan, que utilizan para escapar. 
El grupo llega entonces a Columna, donde se encuentran con Tong, un temible guerrero y el único superviviente de la aldea. Namaari llega y Raya la retiene en un combate para que los demás puedan escapar, pero antes de que Namaari pueda derrotarla, Sisu vuelve a convertirse en dragón y salva a Raya. Al darse cuenta de que Sisu es un dragón, los compañeros acceden a ayudar a Raya, y Tong entrega la pieza de la gema de Columna, lo que permite a Sisu controlar la lluvia, poder de su hermano mayor Pengu.
Cuando el grupo se acerca a Colmillo, Sisu sugiere aliarse con Namaari en lugar de robar la pieza final. Cuando Raya se niega, Sisu la lleva de vuelta a los restos de Corazón y le cuenta cómo la confianza de sus hermanos (Pengu, Jagán, Pranee y Amba) en ella fue lo que realmente le permitió salvar a Kumandra. Raya cede y decide dar a Namaari el colgante del dragón como ofrenda de paz. Raya y Sisu se reúnen en privado con Namaari, pero ésta, dividida por su responsabilidad de salvar la reputación de Fang y su deseo de ayudar a derrotar a los Druun, amenaza con dispararles con una ballesta al ver los trozos de la gema. Sisu trata de calmar a Namaari, pero recibe un disparo mortal cuando Raya golpea con su espada la ballesta de Namaari.
Con el último dragón muerto, y el agua posteriormente desaparecida, Colmillo es invadido por los Druun. Raya entra para enfrentarse a Namaari, a quien encuentra de luto por la petrificación de su madre. Las dos luchan mientras los compañeros de Raya rescatan a la gente de Colmillo utilizando las piezas de la gema. Raya, superando a Namaari, se prepara para matarla, pero se detiene al darse cuenta de que es su culpa en la muerte de Sisu debido a su incapacidad para confiar en los demás y se dirige con Namaari para ayudar al grupo en su lugar. Mientras los Druun se acercan al grupo de Raya, ésta, recordando cómo la confianza permitió a Sisu salvar el mundo de antemano, insta a los demás a unirse y volver a reunir la gema, mostrando su fe hacia Namaari al entregarle su pieza y permitir que los Druun se la lleven. El resto sigue su ejemplo, con Namaari ensamblando la gema antes de que los Druun la petrificaran también.
Con las piezas reunidas y la confianza de todos, los Druun son derrotados y todos, incluidos los dragones, reviven. Los dragones reviven a Sisu mientras todos se reúnen con sus seres queridos perdidos, incluidos Raya y el jefe Benja. Los dragones y las tribus se reúnen en Corazón para celebrar y finalmente reunirse como Kumandra.

## Reparto
- Kelly Marie Tran como Raya, una princesa guerrera feroz y valiente de la Tierra Corazón de Kumandra que se ha estado entrenando para convertirse en Guardiana de la Gema del Dragón.[8] Para restaurar la paz en Kumandra, se embarca en busca del último dragón.[9][10]
- Awkwafina como Sisu, una dragona de agua joven y locuela que es la última de su especie que existe.[11]
- Izaac Wang como Boun, un carismático empresario de 10 años y propietario del "Shrimporium", un restaurante en barco en la Tierra Cola.[12][13]
- Gemma Chan como Namaari, la princesa guerrera de la Tierra Colmillo y la enemiga de Raya.[12][14] Jona Xiao da voz a la joven Namaari.[15]
- Daniel Dae Kim como el Jefe Benja, el jefe de la Tierra Corazón de Kumandra y el padre de Raya.[12]
- Benedict Wong como Tong, un formidable guerrero gigante de la Tierra Columna.[12]
- Sandra Oh como Virana, la madre de Namaari y jefa de la Tierra Colmillo.[12]
- Thalia Tran como la Pequeña Noi, una estafadora infantil de la Tierra Garra.[12]
- Lucille Soong como Dang Hu, la jefa de la Tierra Garra.
- Alan Tudyk como Tuk Tuk, el mejor amigo de Raya y su fiel corcel que es una mezcla de armadillo, chinche y pug.[12]

Además, Dichen Lachman da voz tanto a la General Atitaya como a un guerrero de Columna; Patti Harrison da voz a la jefa de la Tierra Cola; Jon "Dumbfounded" Park le da voz a Chai; Sung Kang da voz a Dang Hai, el exjefe de Garra; Sierra Katow expresa tanto a un comerciante de Talon como a un oficial de Colmillo; Ross Butler da voz al jefe de la Tierra Columna; François Chau da voz a Wahn; y Gordon Ip y Paul Yen dan voz a los comerciantes de Garra.

## Producción

### Desarrollo
El 24 de mayo de 2018, That Hashtag Show informó que Walt Disney Animation Studios estaba desarrollando una película animada titulada Dragon Empire, que sería el debut como director de los artistas de la historia Paul Briggs y Dean Wellins, escrita por Kiel Murray. En octubre del mismo año, Deadline informó que Adele Lim fue contratada para retocar el guion y que Osnat Shurer había sido contratada para producir la película. El 24 de agosto de 2019, Disney anunció oficialmente la película durante el panel de presentación de su D23 Expo Walt Disney Animation Studios. En agosto de 2020, se anunció que Don Hall y Carlos López Estrada, este último que se había unido a Disney Animation en 2019, ahora tomaban las riendas como directores, quedando Briggs como codirector y John Ripa uniéndose a él. Además, Qui Nguyen se unió a Lim como coguionista y Peter Del Vecho se unió a Shurer como productor.

### Casting
El 2 de agosto de 2019, durante la D23 Expo, se anunció que Awkwafina y Cassie Steele habían sido elegidas para la película como Sisu y Raya, respectivamente. El 27 de agosto de 2020, se reveló que el papel de Raya había sido refundido, con Kelly Marie Tran reemplazando a Steele. La refundición se debió a cambios creativos en el personaje y la historia.
En la víspera del estreno de la película en marzo de 2021, Hall finalmente reveló la razón exacta por la que el equipo de producción había decidido volver a interpretar el papel principal: Raya era originalmente una "estoica solitaria", pero luego el equipo comenzó a infundirla con elementos de "levedad" y "arrogancia" similar al personaje de Star-Lord en Guardianes de la Galaxia de Marvel (2014). Tran fue seleccionada por su "ligereza y flotabilidad, pero también rudo (sic)". Tran tuvo que pasar por un proceso de aprender a confiar en el equipo de producción, ya que había participado en la ronda original de audiciones para Raya, sin éxito. En enero de 2020, cuando asumió el papel que anteriormente ocupaba Steele, era muy consciente de que Disney Animation "ya la había rechazado y había eliminado a otro actor del proyecto".
El 26 de enero de 2021, se anunció que Gemma Chan, Daniel Dae Kim, Sandra Oh, Benedict Wong, Izaac Wang, Thalia Tran, Alan Tudyk, Lucille Soong, Patti Harrison y Ross Butler tienen papeles en la película.

### Animación
La película está ambientada en una tierra de fantasía llamada Kumandra, inspirada en las culturas del Sudeste Asiático de Brunéi, Singapur, Laos, Tailandia, Timor Oriental, Camboya, Vietnam, Birmania, Malasia, Indonesia y Filipinas. Para realizar una investigación de antecedentes, los realizadores y el equipo de producción viajaron a todos estos países excepto Birmania, Malasia y Brunéi. La artista tailandesa Fawn Veerasunthorn fue la jefa de la historia de la película. Los realizadores formaron el Southeast Asia Story Trust, un colectivo de consultores culturales para la película que incluía al Dr. Steve Arounsack, profesor asociado de Antropología Lao en la Universidad Estatal de California, Stanislaus.

## Música
James Newton Howard compuso la partitura de Raya y el Último Dragón. La película marca la cuarta vez que ha compuesto la música de una película animada de Walt Disney Animation Studios, habiendo compuesto previamente para Dinosaurio, Atlantis: El imperio perdido y El planeta del tesoro. La partitura fue lanzada el 26 de febrero de 2021. Jhené Aiko escribió e interpretó una canción para los créditos finales, titulada "Lead the Way".
El 2 de marzo de 2021, Disney Studios Filipinas anunció que la cantante filipina KZ Tandingan cantará la primera canción de Disney en idioma filipino, titulada "Gabay", que significa "guía" en tagalo. La pista, la versión filipina de "Lead the Way", será parte de la banda sonora de la película. Allie Benedicto, directora de marketing de estudio de Disney Filipinas, dijo que "Gabay", la primera canción de Disney cantada en filipino, "demuestra nuestro compromiso de trabajar con talentos creativos locales para contar nuestras historias de una manera localmente relevante". En un comunicado de prensa sobre el anuncio de la canción, KZ Tandingan dijo: "Estoy muy agradecida y me siento muy orgullosa de cantar en mi idioma y mostrar su belleza al resto del mundo. Estoy orgulloso de ser parte de la historia. Crecí viendo películas de Disney. Finalmente, hay una princesa de Disney con la que puedo sentir una conexión muy fuerte, y esa es Raya como la primera inspirada en el Sudeste Asiático". "Me encanta que la canción nos recuerde que a veces nos sentimos débiles, especialmente cuando estamos solos, pero si aprendemos a confiar el uno en el otro, a unirnos y a unirnos, solo entonces seremos capaces de cambiar el mundo", añadió.

## Estreno

### Teatral y streaming
Raya y el Último Dragón originalmente estaba programada para ser lanzada en los Estados Unidos el 25 de noviembre de 2020. Sin embargo, debido a la pandemia de COVID-19, el estreno de la película se retrasó hasta el 12 de marzo de 2021. El 10 de diciembre de 2020, como parte de la presentación del Día del Inversor de Disney, se anunció que la fecha de estreno en cines de la película se había retrasado una semana hasta el 5 de marzo de 2021, y que la película se estrenó simultáneamente en Disney+ con Premier Access el mismo día. Raya y el Último Dragón estuvo disponible para su compra a través de Premier Access hasta el 19 de marzo de 2021 y está disponible de forma gratuita para todos los suscriptores el 23 de abril. En los cines, la película estuvo acompañada de un nuevo cortometraje, Us Again.

### Versión casera
Raya y el Último Dragón está programada para ser lanzado por Walt Disney Studios Home Entertainment en Digital HD y en DVD, Blu-ray y Blu-ray Ultra HD en 2021.

## Recepción

### Taquilla
Al 17 de junio de 2021, Raya y el Último Dragón ha recaudado $54.3 millones en los Estados Unidos y Canadá, y $79 millones en otros territorios, para un total mundial de $133.3 millones.
En los Estados Unidos y Canadá, la película se estrenó junto con Chaos Walking y Boogie, y se proyectó inicialmente que recaudaría alrededor de $6.5 millones en 2045 salas en su primer fin de semana. Sin embargo, después de ganar $2.5 millones en su primer día, gracias en parte a la reapertura de los cines de la ciudad de Nueva York, las estimaciones del fin de semana se elevaron a $8.3 millones. Luego debutó con $8.5 millones, encabezando la taquilla. Tres cadenas de cines, Cinemark y Harkins en los Estados Unidos junto con Cineplex en Canadá, no proyectaron la película después de rechazar los términos de alquiler de Disney, lo que llevó a Raya y el Último Dragón a no igualar los ingresos brutos del primer fin de semana de The Croods: A New Age y Tom & Jerry, otras dos películas animadas lanzadas en medio de la pandemia. Los padres y los niños componían un 52% combinado de la audiencia del fin de semana de apertura (57% eran mujeres), 37% eran caucásicos, 22% negros, 21% asiáticos y 20% hispanos.

### Crítica
El agregador de reseñas Rotten Tomatoes informa que el 95% de los 224 críticos le han dado a la película una crítica positiva, con una calificación promedio de 7.70/10. El consenso de los críticos del sitio web dice: "Otra entrada magníficamente animada y hábilmente expresada en el canon de Disney, Raya y el Último Dragón continúa la mayor representación del estudio al tiempo que reafirma que su fórmula clásica es tan confiable como siempre". En Metacritic, la película tiene un puntaje promedio ponderado de 75 sobre 100 basado en 42 críticos, lo que indica "críticas generalmente favorables". Las audiencias encuestadas por CinemaScore le dieron a la película una calificación promedio de "A" en una escala de A+ a F, mientras que PostTrak informó que el 92% de los miembros de la audiencia le dieron una puntuación positiva, y el 78% dijo que definitivamente la recomendaría.
Al escribir para IndieWire, Kate Erbland le dio a la película una calificación de B+ y dijo: "A medida que la marca de princesas de Disney ha seguido evolucionando, desde la introducción de novatos como Moana hasta la continua popularidad de clásicos como Tiana y Mulan, Raya y el último dragón. es un excelente ejemplo de cómo el tropo todavía tiene espacio para crecer, al tiempo que demuestra que algunos de los ingredientes originales aún pueden ofrecer los productos". David Fear de Rolling Stone  le dio a la película 3.5/5 estrellas y elogió las interpretaciones vocales de Tran y Awkwafina, diciendo: "... mientras que las piezas de acción y los enfrentamientos y las secuencias de Raya-ders of the Lost Ark son realmente emocionantes, es el aspecto de la comedia de amigos que realmente hace que la película cobre vida".
Simran Hans de The Observer le dio a la película cuatro de cinco estrellas, elogiando su animación y la interpretación de voz de Awkwafina, que comparó con Mushu de Eddie Murphy y Genio de Robin Williams. Si bien elogió la construcción del mundo y la atención al detalle de la película, Shirley Li de The Atlantic opinó que subordinar la historia a la construcción del mundo enturbió el mensaje de la película. Además de complementar la animación de la película, Julie Tremaine de SFGate elogió la caracterización del personaje de Tran como una mujer poderosa y "persona normal, con ingenio y corazón, tratando de marcar la diferencia" en lugar de un personaje dotado de poderes especiales o uno que necesita un príncipe para salvarla.
La película fue criticada por la falta de representación del sudeste asiático en el elenco, ya que el escenario de la película se desarrolla en una tierra ficticia que representa el Sudeste Asiático. La mayoría del elenco es de origen asiático oriental, con la excepción de K. Tran, Butler, T. Tran, Wang y Harrison.
Otras críticas ponen en valor el que los principales personajes protagonistas de la película sean femeninos y se alejen de los estereotipos de género. "Disney tiene una nueva heroína, pero en esta ocasión no es una princesa en busca del amor verdadero" señala el crítico Javier Zurro en El Español considerando que el movimiento Me Too se ha consolidado en esta película "improbable" hace una década porque en ella las protagonistas no son princesas sino guerreras y todas los personajes importantes son mujeres que envainan una espada, sin interés amoroso. Por su parte, Mar Colomer en la revista Parnaso defiende que es la primera película feminista de la factoría Disney. "Por fin tenemos referentes coherentes, fuertes, graciosos, luchadores, líderes, que pueden resolver sus conflictos por sí mismos, que no piensan en casarse ni quieren tener hijos —y es aceptable; nadie lo cuestiona—, pues sus objetivos van mucho más allá de aquel que nos implantaron a las mujeres hace miles de años, con el nacimiento de la propiedad. Y todos los personajes las siguen porque creen en ellas; no por su bondad y su cara bonita, sino porque han demostrado con actos que son merecedoras de ello".

### Premios y nominaciones
| Año  | Premio                                                             | Categoría                                                                                   | Nominados | Resultado | Ref.   |
| ---- | ------------------------------------------------------------------ | ------------------------------------------------------------------------------------------- | --- | --------- | ------ |
| 2022 | Premios Óscar                                                      | Mejor película de animación                                                                 | Don Hall, Carlos López Estrada, Osnat Shurer y Peter Del Vecho | Nominada  | [ 57 ] |
| 2022 | Premios de la Alianza de Mujeres Periodistas de Cine               | Mejor película animada                                                                      | Raya and the Last Dragon | Nominada  | [ 58 ] |
| 2022 | Premios de la Alianza de Mujeres Periodistas de Cine               | Mejor personaje femenino animado                                                            | Kelly Marie Tran | Nominada  | [ 58 ] |
| 2022 | Premios de la Alianza de Mujeres Periodistas de Cine               | Mejor personaje femenino animado                                                            | Awkwafina | Nominada  | [ 58 ] |
| 2022 | Premios Eddie                                                      | Mejor montaje en una película animada                                                       | Fabienne Rawley y Shannon Stein | Pendiente | [ 59 ] |
| 2022 | Premios Annie                                                      | Mejor película animada                                                                      | Raya and the Last Dragon | Pendiente | [ 60 ] |
| 2022 | Premios Annie                                                      | Mejores efectos animados                                                                    | Alex Moaveni, Dimitri Berberov, Bruce Wright, Scott Townsend y Dale Mayeda | Pendiente | [ 60 ] |
| 2022 | Premios Annie                                                      | Mejor animación de personajes                                                               | Jennifer Hager | Pendiente | [ 60 ] |
| 2022 | Premios Annie                                                      | Mejor diseño de personajes                                                                  | Ami Thompson | Pendiente | [ 60 ] |
| 2022 | Premios Annie                                                      | Mejor música                                                                                | James Newton Howard y Jhené Aiko | Pendiente | [ 60 ] |
| 2022 | Premios Annie                                                      | Mejor diseño de producción                                                                  | Paul Felix, Mingjue Helen Chen y Cory Loftis | Pendiente | [ 60 ] |
| 2022 | Premios Annie                                                      | Mejor storyboard                                                                            | Luis Logam | Pendiente | [ 60 ] |
| 2022 | Premios Annie                                                      | Mejor actuación de voz                                                                      | Kelly Marie Tran (Raya) | Pendiente | [ 60 ] |
| 2022 | Premios Annie                                                      | Mejor guion                                                                                 | Qui Nguyen y Adele Lim | Pendiente | [ 60 ] |
| 2022 | Premios Annie                                                      | Mejor montaje                                                                               | Fabienne Rawley, Shannon Stein, Todd Fulkerson, Rick Hammel y Brian Millman | Pendiente | [ 60 ] |
| 2022 | Art Directors Guild Awards                                         | Mejor diseño de producción                                                                  | Paul Felix, Mingjue Helen Chen, Cory Loftis | Pendiente | [ 61 ] |
| 2022 | Artios Awards                                                      | Mejor Casting – Animación                                                                   | Jamie Sparer Roberts, Grace C. Kim | Pendiente | [ 62 ] |
| 2021 | Premios BMI                                                        | Mejor película                                                                              | James Newton Howard | Ganador   | [ 63 ] |
| 2022 | Chicago Indie Critics Awards                                       | Mejor película animada                                                                      | Osnat Shure y Peter Del Vecho | Nominados | [ 64 ] |
| 2022 | CinEuphoria Awards                                                 | Mejor personaje animado - Competencia internacional                                         | Sisu | Nominada  | [ 65 ] |
| 2022 | Cinema Audio Society Awards                                        | Mejor mezcla de sonido en una película animada                                              | Paul McGrath (mezcla de diálogo original); David E. Fluhr, Gabriel Guy (mezcla de regrabaciones); Alan Meyerson(mezcla de música); Doc Kane (mezcla de adr); Scott Curtis (mezcla de foley)  | Pendiente | [ 66 ] |
| 2022 | Columbus Film Critics Awards (COFCA)                               | Mejor película animada                                                                      | Raya and the Last Dragon | Nominada  | [ 67 ] |
| 2022 | Premios de la Crítica Cinematográfica                              | Mejor película de animación                                                                 | Raya and the Last Dragon | Pendiente | [ 68 ] |
| 2021 | Premios de la Asociación de Críticos de Cine de Dallas-Fort Worth  | Mejor película animada                                                                      | Don Hall y Carlos López Estrada | Nominada  | [ 69 ] |
| 2022 | Denver Film Critics Society (DFCS) Awards                          | Mejor película animada                                                                      | Raya and the Last Dragon | Nominada  | [ 70 ] |
| 2022 | Georgia Film Critics Association Awards                            | Mejor película animada                                                                      | Raya and the Last Dragon | Nominada  | [ 71 ] |
| 2022 | Golden Derby Awards                                                | Mejor película animada                                                                      | Don Hall, Carlos Lopez Estrada y Osnat Shurer | Pendiente | [ 72 ] |
| 2022 | Premios Globo de Oro                                               | Mejor película animada                                                                      | Raya and the Last Dragon | Nominada  | [ 73 ] |
| 2022 | Golden Tomato Awards                                               | Mejor película animada                                                                      | Raya and the Last Dragon | Ganadora  | [ 74 ] |
| 2022 | Gold List                                                          | Mejor película animada                                                                      | Raya and the Last Dragon | Ganadora  | [ 75 ] |
| 2022 | Gold List                                                          | Mejor guion original (Mención honorable)                                                    | Adele Lim y Qui Nguyen | Ganadores | [ 75 ] |
| 2022 | Hawaii Film Critics Society Awards                                 | Mejor película animada                                                                      | Raya and the Last Dragon | Nominada  | [ 76 ] |
| 2022 | Hawaii Film Critics Society Awards                                 | Mejor interpretación de captura de movimiento/voz                                           | Kelly Marie Tran | Ganadora  | [ 76 ] |
| 2021 | Hollywood Critics Association Midseason Awards                     | Mejor película                                                                              | Raya and the Last Dragon | Nominada  | [ 77 ] |
| 2022 | Premios de la Asociación de Críticos de Hollywood                  | Mejor película animada                                                                      | Raya and the Last Dragon | Pendiente | [ 78 ] |
| 2022 | Houston Film Critics Society Awards                                | Mejor película animada                                                                      | Raya and the Last Dragon | Nominada  | [ 79 ] |
| 2022 | International Film Music Critics Association Awards                | Mejor compositor del año                                                                    | James Newton Howard | Pendiente | [ 80 ] |
| 2022 | International Film Music Critics Association Awards                | Mejor banda sonora original en una película animada                                         | James Newton Howard | Pendiente | [ 80 ] |
| 2022 | Iowa Film Critics Association                                      | Mejor película animada                                                                      | Raya and the Last Dragon | Nominada  | [ 81 ] |
| 2021 | Las Vegas Film Critics Society/ Sierra Awards                      | Mejor película animada                                                                      | Raya and the Last Dragon | Nominada  | [ 82 ] |
| 2022 | Motion Picture Sound Editors (MPSE) Golden Reel Awards             | Mejor edición de sonido – Efectos de sonido, foley, diálogo y ADR para una película animada | Shannon Mills, Brad Semenoff MPSE, Nia Hansen, Samson Neslund, David C. Hughes, Cameron Barker, Chris Frazier, Steve Orlando, John Roesch MPSE, Shelley Roden MPSE, Jim Weidman, David Olson | Pendiente | [ 83 ] |
| 2022 | Music City Film Critics' Association Awards                        | Mejor película animada                                                                      | Raya and the Last Dragon | Nominada  | [ 84 ] |
| 2022 | Premios NAACP Image                                                | Mejor película animada                                                                      | Raya and the Last Dragon | Pendiente | [ 85 ] |
| 2022 | Premios NAACP Image                                                | Mejor interpretación de voz en una película                                                 | Awkwafina | Pendiente | [ 85 ] |
| 2022 | North Carolina Film Critics Association Awards                     | Mejor película animada                                                                      | Raya and the Last Dragon | Nominada  | [ 86 ] |
| 2022 | North Carolina Film Critics Association Awards                     | Mejor interpretación en un contenido animado o mixto                                        | Kelly Marie Tran | Nominada  | [ 86 ] |
| 2021 | North Texas Film Critics Association Awards                        | Mejor película animada                                                                      | Raya and the Last Dragon | Ganadora  | [ 87 ] |
| 2021 | Online Association of Female Film Critics awards                   | Mejor película animada                                                                      | Raya and the Last Dragon | Nominada  | [ 88 ] |
| 2022 | Premios de la Sociedad de Críticos de Cine en Línea                | Mejor película animada                                                                      | Raya and the Last Dragon | Nominada  | [ 89 ] |
| 2021 | Premios People's Choice                                            | Mejor película familiar                                                                     | Raya and the Last Dragon | Nominada  | [ 90 ] |
| 2021 | Philadelphia Film Critics Circle Awards                            | Mejor película animada                                                                      | Don Hall y Carlos López Estrada | Nominada  | [ 91 ] |
| 2021 | Phoenix Critics Circle                                             | Mejor película animada                                                                      | Raya and the Last Dragon | Nominada  | [ 92 ] |
| 2021 | Portland Critics Association Awards                                | Mejor película animada                                                                      | Raya and the Last Dragon | Nominada  | [ 93 ] |
| 2022 | Producers Guild of America Award                                   | Mejor producción en una película animada                                                    | Osnat Shurer y Peter Del Vecho | Pendiente | [ 94 ] |
| 2022 | San Diego Film Critics Society Awards                              | Mejor película animada                                                                      | Don Hall | Nominado  | [ 95 ] |
| 2022 | Seattle Film Critics Society Awards                                | Mejor película animada                                                                      | Don Hall, Carlos López Estrada, Paul Briggs y John Ripa | Nominados | [ 96 ] |
| 2022 | Visual Effects Society Awards                                      | Mejores efectos en una película animada                                                     | Kyle Odermatt, Osnat Shurer, Kelsey Hurley, Paul Felix | Pendiente | [ 97 ] |
| 2022 | Visual Effects Society Awards                                      | Mejor personaje animado en una película animada                                             | Brian Menz, Punn Wiantrakoon, Erik Hansen, Vicky YuTzu Lin (para Tuk Tuk) | Pendiente | [ 97 ] |
| 2022 | Visual Effects Society Awards                                      | Mejor ambiente creado en una película animada                                               | Mingjue Helen Chen, Chaiwon Kim, Virgilio John Aquino, Diana Jiang LeVangie (para Talon) | Pendiente | [ 97 ] |
| 2022 | Visual Effects Society Awards                                      | Mejor fotografía CG en un proyecto CG                                                       | Rob Dressel, Adolph Lusinsky, Paul Felix | Pendiente | [ 97 ] |
| 2022 | Visual Effects Society Awards                                      | Mejor simulación de efectos en una película animada                                         | Le Joyce Tong, Henrik Fält, Rattanin Sirinaruemarn, Jacob Rice | Pendiente | [ 97 ] |
| 2021 | Washington D. C. Area Film Critics Association Awards              | Mejor película animada                                                                      | Raya and the Last Dragon | Nominada  | [ 98 ] |
| 2021 | Washington D. C. Area Film Critics Association Awards              | Mejor interpretación de voz                                                                 | Awkwafina | Ganadora  | [ 98 ] |
| 2021 | Washington D. C. Area Film Critics Association Awards              | Mejor interpretación de voz                                                                 | Kelly Marie Tran | Nominada  | [ 98 ] |
| 2021 | Premios del Círculo Femenino de Críticos de Cine de Estados Unidos | Mejor película animada                                                                      | Raya | Nominada  | [ 99 ] |